# Conneaut Creek
Der Conneaut Creek ist ein 95 km langer Zufluss des Eriesees an dessen Südufer im nordwestlichen US-Bundesstaat Pennsylvania und nordöstlichen Ohio. Der Fluss entwässert 249 km² überwiegend landwirtschaftlich genutztes Land, das im Einzugsgebiet des Eriesees liegt. Über den Eriesee und den Niagara River gehört der Conneaut Creek zum Flusssystem Sankt-Lorenz-Strom.
Der Conneaut Creek entspringt 5 km nordöstlich der Ortschaft Linesville im westlichen Crawford County in Pennsylvania und fließt zunächst in nördlicher Richtung ins westliche Erie County. Bei Albion biegt der Fluss nach West-Südwest, fließt nun etwa 25 km parallel zur Küstenlinie des Eriesees, bevor er bei Kingsville nach Nordosten schwenkt und innerhalb der Stadt Conneaut im Ashtabula County in den Lake Erie mündet. Das Einzugsgebiet des Conneaut Creek schließt die Nebenflüsse West Branch, Middle Branch, East Branch und Stone Run mit ein.
Dem Geographic Names Information System zufolge wurde der Fluss auch mit Caneaught Creek, Coneaught Creek, Conneaugh River, Conneought Creek, Conyeayout Creek und Counite Riviere bezeichnet.